# Christiane Eichenhofer Stiftung

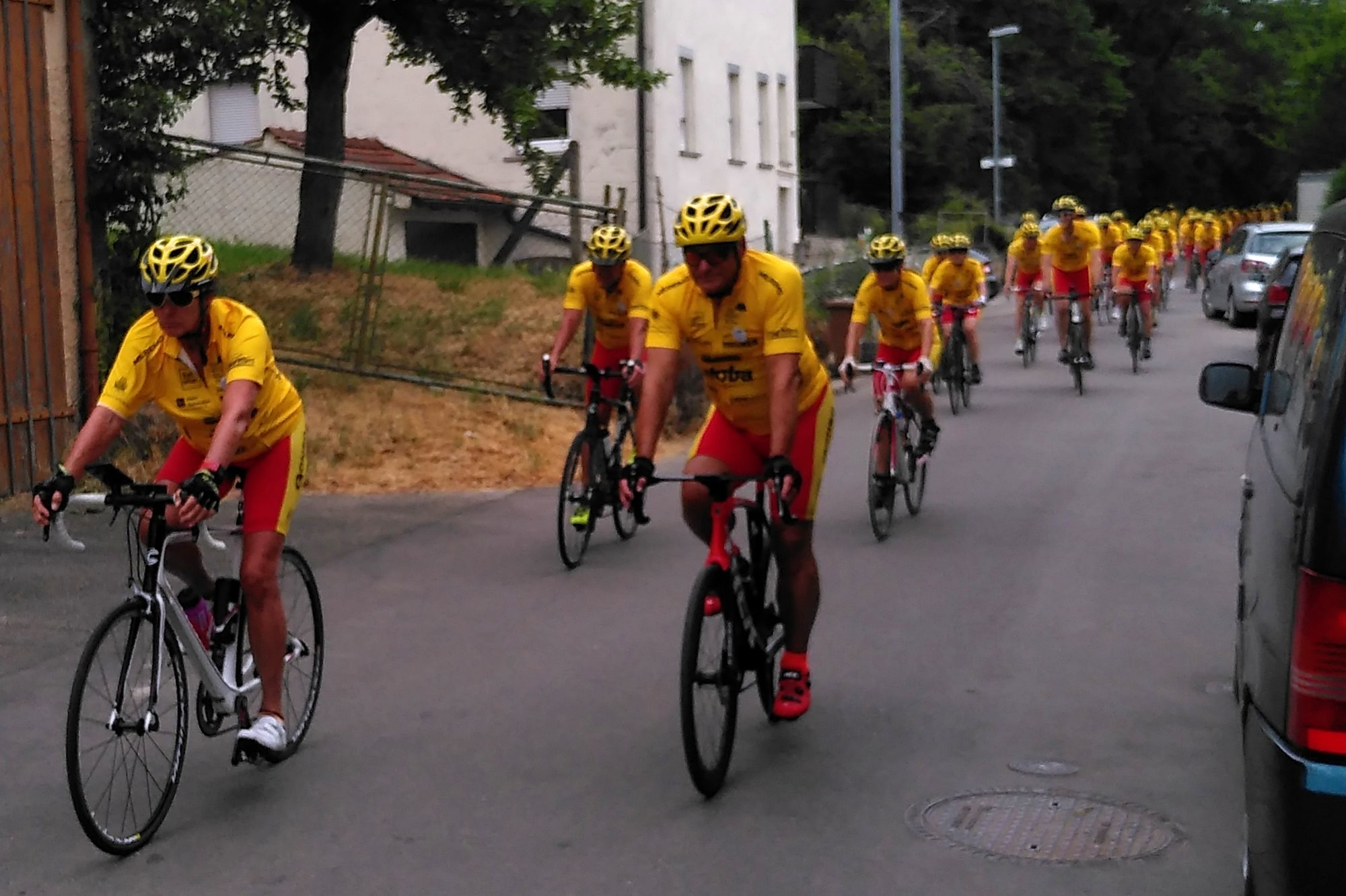
Teilnehmende der Tour Ginkgo 2023

Die Christiane Eichenhofer Stiftung ist eine 1992 gegründete Stiftung mit dem Ziel der Beschaffung und Zurverfügungstellung von Finanz- und Sachmitteln zur Unterstützung, Behandlung und Heilung von kranken Kindern bzw. zur Schaffung der Infrastruktur für Hilfsmaßnahmen. Der Mittelpunkt der Stiftungsarbeit liegt dabei in der Tour Ginkgo, die jedes Jahr für eine begünstigte Organisation durchgeführt wird.

## Vorgeschichte
Die Namensgeberin der Stiftung erkrankte 1969 im Alter von fünf Jahren an Krebs. Die Ärzte diagnostizierten eine Leukämieerkrankung, die bereits weit fortgeschritten war. Die Überlebenschancen Ende der 60er Jahre waren gering und mit den Heutigen nicht zu vergleichen. Sechs Jahre lang kämpften die Ärzte um das Leben von Christiane Eichenhofer und gegen den Krebs, mehrfach wurde sie von den Ärzten aufgegeben. Nach einer Behandlungsdauer von insgesamt 12 Jahren konnte sie 1981 als geheilt entlassen werden. Heute lebt Christiane Eichenhofer mit ihrer Familie und zwei Kindern in der Nähe von Schwäbisch Gmünd.
Im Dezember 2006 wurde Christiane Eichenhofer vom damaligen Bundespräsidenten Horst Köhler stellvertretend für den gesamten Stiftungsvorstand mit dem Verdienstorden der Bundesrepublik Deutschland ausgezeichnet.
Am 23. April 2016 wurde Christiane Eichenhofer von Ministerpräsident Winfried Kretschmann für ihr Engagement für kranke Kinder mit dem Verdienstorden des Landes Baden-Württemberg ausgezeichnet.

## Stiftungszweck
Zweck der Stiftung ist die Beschaffung und Zurverfügungstellung von Finanz- und Sachmitteln zur Unterstützung, Behandlung und Heilung von kranken Kindern bzw. zur Schaffung der Infrastruktur dieser Hilfsmaßnahmen im Rahmen der öffentlichen Gesundheitspflege und des öffentlichen Gesundheitswesens sowie die Förderung des Sports. Die Stiftung verfolgt ausschließlich und unmittelbar gemeinnützige Zwecke im Sinne des Abschnitts Steuerbegünstigte Zwecke der Abgabenordnung.

## Vorstand
- Christiane Eichenhofer, Gründerin und Vorstandsvorsitzende
- Ralph Biesalski
- Beate Müller

## Beirat
Jochen Burckhardt, Klaus Henkel, Friderike Jantzen, Martin Kienzle, Monika Krimmer, Bernd Köhler, Helmut Meyer, Jochen Schmeiser, Dietmar Schmid,

## Tour Ginkgo
Die jährliche Hauptveranstaltung ist die Tour Ginkgo. Dieser Name wurde gewählt, weil der Ginkgo-Baum für Widerstandskraft und Willensstärke steht. Nach dem Atombombenabwurf in Hiroshima brachte er als Erster wieder gesunde Blätter hervor. Genauso viel Überlebenswillen müssen schwerkranke Kinder aufbringen. Die seit 1992 jedes Jahr stattfindende Veranstaltung erfährt regelmäßig Unterstützung von Sponsoren und prominenten Teilnehmern.

### 1992 bis 2011
| Jahr | Begünstigte Einrichtung                                   | Spendensumme in Euro |
| ---- | --------------------------------------------------------- | -------------------- |
| 1993 | Kinderklinik Erfurt                                       | 123.000              |
| 1993 | Kinderklinik Rostock, Kinderspital München                | 234.000              |
| 1994 | Förderkreis Stuttgart, DKMS-Spenderdatei Tübingen         | 113.000              |
| 1995 | Förderkreis Magdeburg, Nachsorgeklinik Tannheim           | 95.000               |
| 1996 | Nachsorgeklinik Tannheim                                  | 238.000              |
| 1997 | Förderkreis Stuttgart                                     | 35.000               |
| 1998 | Keine Tour                                                | 21.000               |
| 1999 | Winterberg-Klinik, Uniklinik Homburg                      | 44.000               |
| 2000 | KF Ulm, herzkranke Kinder                                 | 74.000               |
| 2001 | Förderkreis Karlsruhe                                     | 71.000               |
| 2002 | Herzenssache SWR                                          | 47.000               |
| 2003 | Nachsorgeklinik Tannheim                                  | 126.000              |
| 2004 | Waldpiratencamp Heidelberg                                | 88.000               |
| 2005 | Katharinenhöhe Furtwangen                                 | 151.000              |
| 2006 | Kinderklinik „Olgäle“ Stuttgart                           | 274.000              |
| 2007 | Förderkreis Heidelberg                                    | 190.000              |
| 2008 | Förderkreis Karlsruhe                                     | 166.000              |
| 2009 | Bunter Kreis Allgäu e.V.                                  | 207.000              |
| 2010 | Einrichtung: Bunter Kreis Schwäbisch Gmünd e.V.           | 211.000              |
| 2011 | Förderkreis für tumor- und leukämiekranke Kinder Ulm e.V. | 230.000              |

### 2012, Jubiläumstour
Im Jahr des 20-jährigen Bestehens der Stiftung wurde die Tour Ginkgo als Jubiläumstour veranstaltet, die mit zahlreichen prominenten Persönlichkeiten durch die Region Stuttgart geführt hat. Als begünstigte Einrichtung hatte sich der Stiftungsvorstand für das Olgahospital in Stuttgart entschieden, an dem eine neue Nachsorgeeinheit für schwerkranke Kinder und Jugendliche geschaffen werden sollte. Die Tour war auch dank den Engagements von Persönlichkeiten wie z. B. Eisschnellläuferin Anni Friesinger-Postma  erfolgreich. Es konnte eine Spendensumme von 450.000 Euro ausbezahlt werden.

### 2013
Die begünstigte Einrichtung war der Verein „Klabautermann“ in Nürnberg. Vom 27. bis zum 29. Juni 2013 war die Tour Ginkgo im Raum Nürnberg zu Gast und konnte insgesamt 107.000 Euro einsammeln.

### 2014
Die begünstigte Einrichtung war die Stiftung Bunter Kreis Augsburg. Die Tour Ginkgo war vom 10. bis 12. Juli 2014 im Großraum Augsburg zu Gast. Insgesamt konnte im Jahr 2014 eine Spendensumme von 140.000 Euro eingefahren werden.

### 2015
Unterstützt wird das Projekt „Rückenwind für chronisch kranke und behinderte Jugendliche“ des Vereins „Hilfe für kranke Kinder“ an der Kinderklinik Tübingen. Die Tour fand vom 25. bis zum 27. Juni 2015 statt.

### 2016
Unterstützt wird die Rehaklinik Katharinenhöhe für krebs- und herzkranke Kinder und Jugendliche in Furtwangen im Schwarzwald. Finanziert werden soll die Einrichtung der Wohnräume und Spielgeräte in einem neuen Anbau, mit dem die Wohnsituation der Patienten verbessert wird. Die Tour findet vom 30. Juni bis zum 2. Juli 2016 rund um Freiburg sowie im Schwarzwald-Baar-Kreis mit dem Zielpunkt Katharinenhöhe statt. Insgesamt kamen auf diesem Weg 325.000 Euro zusammen.

### 2017
Unterstützt wird das Team von Olgäle sorgt nach am Klinikum Stuttgart. Das Team der Sozialmedizinischen Nachsorge betreut chronisch kranke oder schwerstkranke Kinder bis zum 14. Lebensjahr. Die Tour fand vom 29. Juni 2017 bis zum 1. Juli 2017 im Großraum Stuttgart statt. An den drei Tourtagen und im Laufe des Jahres wurde über viele Spendenaktionen in Gemeinden, Vereinen, Unternehmen und Privatpersonen 356.000 Euro gesammelt. Die Spendensumme wurde am 23. Februar 2018 feierlich im Rathaus Stuttgart an das Team von Olgäle sorgt nach übergeben.

### 2018
Die „Sozialmedizinische Nachsorge“ bietet in enger Zusammenarbeit mit den Kinderkliniken in den Landkreisen Göppingen und Esslingen den betroffenen Familien Unterstützung, Rat und Begleitung nach dem Modell „Bunter Kreis“ an. Organisiert wird die Nachsorge kreisübergreifend unter der Trägerschaft der Lebenshilfe Göppingen. Spendensumme: 116.000 Euro.

### 2019
2019 waren die Sozialmedizinische Nachsorge Bunter Kreis Rems-Murr bzw. Bunter Kreis Schwäbisch Gmünd e.V. und aufwind e.V. Bunter Kreis Ludwigsburg die Begünstigte. Spendensumme: 219.000 Euro.

### 2022
Nach Zwangspause wegen der Covid-19-Pandemie wurden im Landkreis Ludwigsburg wurden Spenden für aufwind e.V. Ludwigsburg gesammelt.